# Николай Фол
Николай Тодоров Георгиев-Фол е български писател, драматург, режисьор, културен деец и общественик, редактор на периодични издания и преводач.

## Биография и творчество
Николай Фол е роден на 13 януари 1898 г. в Берковица, в семейството на Тодор Георгиев и Николина Атанасова. Баща му е учител и банков чиновник, създател на първия църковен хор в България и на първия самодеен театрален колектив от учители. Майка му е дъщеря на един от строителите на първата жп линия Русе-Варна, учила в Нанчовото педагогическо училище в Шумен и е учила във френски колеж.
Завършва Търговската гимназия в София, след което учи режисура и драматургия в Лесинговия университет в Берлин. След дипломирането си се връща в България, където се свързва с литературния творчески кръг на Христо Смирненски, Елин Пелин, Гео Милев, Александър Балабанов, и Александър Жендов. Заедно с Христо Смирненски издава вестник „Маскарад“. През 1923 г. Христо Смирненски му посвещава стихотворението си „Рицари след бой“.
Сътрудничи на в. „Литературен глас“, „Развигор“, „Литературни новини“, „Щурец“ и др. В продължение на 4 години е редактор на вестник „Българан“. Редактира списание „Хоро“, а заедно с Христо Бръзицов – и списание „Палячо“. Прави много преводи, като е първият преводач на Бертолт Брехт в България.
През 1932 г. създава първата детска театрална школа в България. В периода 1934 – 1944 г. е директор-режисьор на Софийски областен театър и на театрите в Русе, Варна и Пловдив. Поставя пиеси в Пловдив, Варна, Сливен, Пазарджик, Русе, Габрово, Плевен, Бургас, и Враца. През 1951 г. създава втората детска театрална школа.
Като писател е автор на разкази, книги и много детски пиеси, сред които „Мишока Мики“, „Принц Вей Хайвей“, „Татунчо и Татунка“, „Принцесата Пики Тики“. Поставя пиесата на Брехт „Опера за три гроша“.
Съпруг е на писателката Вера Бояджиева-Фол и баща на траколога проф. Александър Фол.
Николай Фол умира на 14 март 1969 г. в София.

## Произведения
- „Моята землянка: Хуморист. страници“ (1918)
- „Незначителни събития“ (1922) – разкази
- „Лято“ (1923) – новела
- „Червеният фенер“ (1925) – разкази
- „Народ и деспот“ (1928)
- „Алековия Бай Ганьо. Пригоди за деца Николай Фол“ (1929),
- „Мешко и приятеля му Таралежко“ (1930) – роман за деца
- „Слънчев дом“ (1946) – приказки и легенди
- „Татунчо и Татунка. Как две деца и един котарак отлетяха на Луната с цепелин“ (1932)
- „Три желания“ (1975)
- „Разкази, пиеси. Избрани творби“ (1979)
- „Златното магаренце. Весели приказки“

### Пиеси
- „Брачните вериги“ (1932) – комедия
- „Царкинята с девет пръста“ (1932)
- „Ловджийска сватба“ (1934) – комедия
- „Новите дрехи на царя“ (1935) – комедия
- „Сватбата на Мишока Мики“ (1935, 1946)
- „Сговорна дружина: Кооперативна пиеса за деца в 3 действия“ (1939)
- „Златната невяста“
- „Червената шапчица“
- „Живата кукла“
- „Сговорна дружина“
- „Продадената брадва“